# Гуристюк, Александр Петрович
Алекса́ндр Петро́вич Гуристю́к — украинский художник, который живёт и работает в Ровно.

## Биография
Алекса́ндр Петро́вич Гуристю́к родился 2 июня 1959 года в с. Ярошивка, Талалаевського района, Черниговской области на Украине в семье военного.
Два года учился в художественной школе пока не был оттуда изгнан за плохое поведение. Украинский живописец. Образование среднее.
С 1989 года работает в художественных мастерских при Ровенской организации Национального союза художников Украины (НСХУ).
Участник областных и всеукраинских художественных выставок 1990-от х гг. Персональные выставки — в Ровно (1990, 1994, 1999, 2000, 2004, 2006, 2007), Луцке (1996, 1998), Киеве (2000, 2001, 2006), Львове (2003), Люблине (Польша, 2004), Прешове (Словакия, 2006). Участник 2-го Международного художественного пленэра по случаю празднования Дня города Прешова (Словакия) 28 мая — 9 июня 2006 года.

## Творчество
А. Гуристю́к имеет в своём творческом арсенале около 500 разно-жанровых и разно-стилистических картин. В последние годы фигуративная масляная живопись Александра тяготеет к стилю наив. Среди картин художника немало женских портретов.
Жанры: натюрморт, портрет, пейзаж, жанровая композиция.
В 1980-х годах О. Гуристюк бунтует против системы и «социального цирка», что отображается в картинах «Глава семейства», «Члены Ровенской партии», «Ночь», «Новогодние часы», «Пир». С конца 90-х художник тяготеет к фольклорно-этнической и религиозной тематикам. В этом направлении работает до сих пор.
Реалистичность и филигранность стиля трансформировались на современном этапе в довольно свободный по выполнению живописный приём с подчёркнутой незавершённостью деталей. Концептуальные основы своего творчества художник формулирует в двух словах «душа и цвет». Пластическое решение в стиле примитив, фактурная поверхность полотен, яркая цветная гамма, драматизм и гротескность образов — вот средства, которыми художник старается сформулировать и решить одну из важнейших проблем своего творчества — магическую таинственность каждого момента реальности.
Основные серии:
«Полесье», «Небылицы», «Христос».
Основные произведения:
- «Дед бабу целует» жанровая композиция (1999 г.);
- «Талалаивськое танго» портрет (2000 г.);
- «Дядя из Полисся» портрет (2001 г.);
- «Праздник картофеля» жанровая композиция (2004 г.);
- «Двенадцать» жанровая композиция (2005 г.);
- «Поездок» жанровая композиция (2005 г.).

Произведения А. Гуристю́ка находятся в частных коллекциях Украины, Польши, Франции, Германии, Португалии, Израиля, Австралии, США и Острожском краеведческом музее.

## Выставки
- «Моим дорогим ровенчанкам» Ровно, (1990, 1994, 1999, 2000, 2004, 2006)
- Выставка в г.Луцк (1996, 1998)
- «В плену темного фона», Киев, галерея «Ирена» (2000)
- Всеукраинская худ. выставка посвященная 10-летию Независимости Украины, Киев (2001)
- Всеукраинская худ. выставка посвященная 15-летию Независимости Украины, Киев (2006)
- Всеукраинская художественная выставка «Мальовныча Украина», Львов (2003)
- Всеукраинская художественная выставка «Мальовныча Украина», Киев (2006)
- Всеукраинская художественная выставка «15 лет Чернобыля», Киев (2001)
- «Узкоколейка. 106 километров Полесья», Ровно (2004)
- «Очерет мени був за колыску», с. Морочне (2005)
- «Полисся» Люблин, (Польша, 2004)
- Выставка в г.Прешов (Словакия, 2006)
- Открытие галереи «Зуза», Ровно (2007)